# گرودک-دوور
گرودک-دوور (به لهستانی:  Gródek-Dwór) یک روستا در لهستان است که در گمینا یابووننا لاتسکا واقع شده‌است.